# ヴァンデルモンドの行列式
線型代数学において、ヴァンデルモンドの行列式（ヴァンデルモンドのぎょうれつしき、英: Vandermonde's determinant）とは、ある特殊な形をした正方行列の行列式である。名称は18世紀のフランスの数学者であるアレクサンドル＝テオフィル・ヴァンデルモンドに因む。ヴァンデルモンドは「ファンデルモンド」と表記されることもある。ファン (前置詞) も参照。

## 定義
各行が初項1の等比数列である正方行列
{\displaystyle V:={\begin{bmatrix}1&x_{1}&{x_{1}}^{2}&\cdots &{x_{1}}^{n-1}\\1&x_{2}&{x_{2}}^{2}&\cdots &{x_{2}}^{n-1}\\\vdots &\vdots &\vdots &\ddots &\vdots \\1&x_{n}&{x_{n}}^{2}&\cdots &{x_{n}}^{n-1}\end{bmatrix}}}
をヴァンデルモンド行列（英: Vandermonde matrix）といい、その行列式をヴァンデルモンドの行列式という。テキストによっては、上記の転置行列
{\displaystyle {\begin{bmatrix}1&1&\cdots &1\\x_{1}&x_{2}&\cdots &x_{n}\\{x_{1}}^{2}&{x_{2}}^{2}&\cdots &{x_{n}}^{2}\\\vdots &\vdots &\ddots &\vdots \\{x_{1}}^{n-1}&{x_{2}}^{n-1}&\cdots &{x_{n}}^{n-1}\end{bmatrix}}}
で定義している場合もあるが、行列式は転置をとっても変わらないので、行列式としては全く同じものである。

## 公式
ヴァンデルモンドの行列式は、各行の公比の差積に等しい。具体的には、上記の行列 V に対して
{\displaystyle \det V=\textstyle \prod \limits _{1\leq i<j\leq n}(x_{j}-x_{i})=(-1)^{n(n-1)/2}\prod \limits _{1\leq i<j\leq n}(x_{i}-x_{j})}
が成り立つ。n = 2, 3 の場合を書き下せば、
{\displaystyle {\begin{vmatrix}1&x_{1}\\1&x_{2}\end{vmatrix}}=x_{2}-x_{1},}
{\displaystyle {\begin{vmatrix}1&x_{1}&{x_{1}}^{2}\\1&x_{2}&{x_{2}}^{2}\\1&x_{3}&{x_{3}}^{2}\end{vmatrix}}=(x_{3}-x_{1})(x_{3}-x_{2})(x_{2}-x_{1})}
である。公式より直ちに分かることとして、x1, …, xn が全て異なるとき、かつそのときに限り、ヴァンデルモンドの行列式は 0 ではない。

### 公式の証明
この公式は、n に関する数学的帰納法で示すこともできるし、行列式の性質を用いたうまい証明の仕方もある。実際、行列式の交代性（行を入れ替えると行列式は −1 倍になる）と因数定理によって、det V は xj − xi たちを因数に持つことが分かるので、あとは次数と係数を比較すれば、公式が成り立つことが容易に分かる。
以下に、別の証明法の1例として、ある正方行列のある列(行)の各成分に同じ係数を乗じ、別のある列(行)にベクトル的に加算するという操作(行列の基本変形の1つ)を行っても、行列式の値は変わらないという性質と、やはり因数定理および、各項の次数と係数を比較する方法を示す。
正方行列Vは次の形であるとする。
{\displaystyle V={\begin{bmatrix}1&{x_{1}}&{x_{1}}^{2}&\cdots &{x_{1}}^{n-1}\\1&{x_{2}}&{x_{2}}^{2}&\cdots &{x_{2}}^{n-1}\\1&{x_{3}}&{x_{3}}^{2}&\cdots &{x_{3}}^{n-1}\\\vdots &\vdots &\vdots &\ddots &\vdots \\1&{x_{n}}&{x_{n}}^{2}&\cdots &{x_{n}}^{n-1}\end{bmatrix}}}
V の行列式は定義により次のようになる。
{\displaystyle \det V=\textstyle \sum \limits _{\sigma \in S_{n}}\operatorname {sgn} \sigma \prod \limits _{1\leq i\leq n}x_{i}^{\sigma (i)-1}}
ここで、Sn は n次対称群(n次置換群)を表し、Sn の元 σ に対して sgn σ は符号数と呼ばれる関数であり、σ がn次交代群(遇置換群)に属していれば 1、そうでなければ -1 という値を取る。
この定義式から {\displaystyle \det V} は {\displaystyle x_{1},x_{2},\cdots x_{n}} の多項式で表わされ、そのどの項においても {\displaystyle x_{1},x_{2},\cdots x_{n}} の次数の合計は、{\displaystyle n(n-1)/2} であることが分かる。
行列Vの第1列に {\displaystyle x_{1}} を乗じて第2列から引き、第1列に {\displaystyle {x_{1}}^{2}} を乗じて第3列から引き、以下この操作を第1列に {\displaystyle {x_{1}}^{n-1}} を乗じて第n列から引くまで繰り返すと、V は次の形に変形される。
{\displaystyle V_{1}={\begin{bmatrix}1&0&0&\cdots &0\\1&{x_{2}}-{x_{1}}&{x_{2}}^{2}-{x_{1}}^{2}&\cdots &{x_{2}}^{n-1}-{x_{1}}^{n-1}\\1&{x_{3}}-{x_{1}}&{x_{3}}^{2}-{x_{1}}^{2}&\cdots &{x_{3}}^{n-1}-{x_{1}}^{n-1}\\\vdots &\vdots &\vdots &\ddots &\vdots \\1&{x_{n}}-{x_{1}}&{x_{n}}^{2}-{x_{1}}^{2}&\cdots &{x_{n}}^{n-1}-{x_{1}}^{n-1}\end{bmatrix}}}
この操作によって {\displaystyle \det V} の値は不変である。つまり {\displaystyle \det V=\det V_{1}} である。
{\displaystyle {x_{j}}^{k-1}-{x_{i}}^{k-1}=(x_{j}-x_{i})({x_{j}}^{k-2}+{x_{j}}^{k-3}x_{i}+\cdots +{x_{j}}{x_{i}}^{k-3}+{x_{i}}^{k-2})}
であるから、{\displaystyle V_{1}} の第2行の第1列以外の各列の要素は {\displaystyle x_{2}-x_{1}} を因数に持ち、第k行の第1列以外の各列の要素は {\displaystyle x_{k}-x_{1}} を因数に持つことが分かる。従って、 {\displaystyle \det V=\det V_{1}} は  {\displaystyle (x_{2}-x_{1})(x_{3}-x_{1})\cdots (x_{n}-x_{1})}を因数に持つことが分かる。
次に、行列Vの第1列に {\displaystyle x_{2}} を乗じて第2列から引き、第1列に {\displaystyle {x_{2}}^{2}} を乗じて第3列から引き、以下この操作を第1列に {\displaystyle {x_{2}}^{n-1}} を乗じて第n列から引くまで繰り返すと、V は次の形に変形される。
{\displaystyle V_{2}={\begin{bmatrix}1&x_{1}-x_{2}&{x_{1}}^{2}-{x_{2}}^{2}&\cdots &{x_{1}}^{n-1}-{x_{2}}^{n-1}\\1&0&0&\cdots &0\\1&x_{3}-x_{2}&{x_{3}}^{2}-{x_{2}}^{2}&\cdots &{x_{3}}^{n-1}-{x_{2}}^{n-1}\\\vdots &\vdots &\vdots &\ddots &\vdots \\1&x_{n}-x_{2}&{x_{n}}^{2}-{x_{2}}^{2}&\cdots &{x_{n}}^{n-1}-{x_{2}}^{n-1}\end{bmatrix}}}
この操作によって {\displaystyle \det V} の値は不変であり、上と同様の論法で、{\displaystyle \det V=\det V_{2}} は {\displaystyle (x_{1}-x_{2})(x_{3}-x_{2})\cdots (x_{n}-x_{2})}を因数に持つことが分かる。
同様の操作を、行列Vの第1列に {\displaystyle x_{n}} を乗じて第2列から引き、第1列に {\displaystyle {x_{n}}^{2}} を乗じて第3列から引き、以下この操作を第1列に {\displaystyle {x_{n}}^{n-1}} を乗じて第n列から引くまで繰り返せば、{\displaystyle \det V} は {\displaystyle (x_{1}-x_{n})(x_{2}-x_{n})\cdots (x_{n-1}-x_{n})}を因数に持つことが言え、最終的に {\displaystyle \det V} は {\displaystyle \textstyle \prod \limits _{1\leq i<j\leq n}(x_{j}-x_{i})} を因数に持つことが分かる。
{\displaystyle \textstyle \prod \limits _{1\leq i<j\leq n}(x_{j}-x_{i})} は {\displaystyle (x_{j}-x_{i})} 型の因数を{\displaystyle n(n-1)/2} 個掛け合わせているので、{\displaystyle x_{1},x_{2},\cdots x_{n}} の多項式に展開できるが、各項の{\displaystyle x_{1},x_{2},\cdots x_{n}} の次数の合計は、{\displaystyle n(n-1)/2} である。従って、{\displaystyle \det V} は {\displaystyle \textstyle \prod \limits _{1\leq i<j\leq n}(x_{j}-x_{i})} の定数倍になるはずである。
{\displaystyle \textstyle \prod \limits _{1\leq i<j\leq n}(x_{j}-x_{i})} の各因数の左側の変数( {\displaystyle (x_{j}-x_{i})} であれば{\displaystyle x_{j}})を掛け合わせた項は {\displaystyle {x_{n}}^{n-1}{x_{n-1}}^{n-2}\cdots {x_{3}}^{2}{x_{2}}^{1}} である。一方 {\displaystyle V} の対角要素を掛け合わせると、{\displaystyle {x_{2}}^{1}{x_{3}}^{2}\cdots {x_{n-1}}^{n-2}{x_{n}}^{n-1}} であり一致する。従って、{\displaystyle \det V} と {\displaystyle \textstyle \prod \limits _{1\leq i<j\leq n}(x_{j}-x_{i})} は一致する。

## 応用
ヴァンデルモンドの行列式は、数学のいろいろな場面で現れる。最も古典的なのは、多項式の決定に関することである。x1, …, xn が全て異なるならば、
{\displaystyle f(x_{1})=y_{1},\,f(x_{2})=y_{2},\cdots ,f(x_{n})=y_{n}}
を満たす n − 1 次以下の多項式 f(x) は一意に定まる。このことを示すために、
{\displaystyle f(x)=a_{0}+a_{1}x+a_{2}x^{2}+\cdots +a_{n-1}x^{n-1}}
とおくと、上記の条件から、係数 a0, …, an−1 は
{\displaystyle {\begin{bmatrix}1&x_{1}&{x_{1}}^{2}&\cdots &{x_{1}}^{n-1}\\1&x_{2}&{x_{2}}^{2}&\cdots &{x_{2}}^{n-1}\\\vdots &\vdots &\vdots &\ddots &\vdots \\1&x_{n}&{x_{n}}^{2}&\cdots &{x_{n}}^{n-1}\end{bmatrix}}{\begin{bmatrix}a_{0}\\a_{1}\\\vdots \\a_{n-1}\end{bmatrix}}={\begin{bmatrix}y_{1}\\y_{2}\\\vdots \\y_{n}\end{bmatrix}}}
を満たす。この連立一次方程式の係数行列がヴァンデルモンド行列に他ならず、x1, …, xn が全て異なることよりその行列式は 0 ではないので、これは逆行列を持つ。よって、係数 a0, …, an−1 は一意に定まり、f(x) が一意に定まる。